# Chilia Benei
Chilia Benei – wieś w Rumunii, w okręgu Bacău, w gminie Pâncești. W 2011 roku liczyła 125 mieszkańców.